# Scottish Cup 1955-1956
La Scottish Cup 1955-1956 è stata la 71ª edizione del torneo. Gli Hearts hanno vinto il trofeo per la quinta volta nella loro storia.

## Formula
In ogni turno si giocavano gare di sola andata; in caso di parità si disputava un replay a campi inveriti; in caso di ulteriore parità si procedeva con i supplementari e i rigori.

## Partite

### Primo turno
Gare disputate il 10 settembre 1955; tutte le squadre partecipanti erano iscritte alla National League.
| Squadra 1              | Risultato | Squadra 2               |
| ---------------------- | --------- | ----------------------- |
| Babcock & Wilcox       | 2 – 5     | Clachnacuddin           |
| Buckie Thistle         | 2 – 1     | Rothes                  |
| Chirnside United       | 1 – 9     | Elgin City              |
| Duns                   | 3 – 0     | Deveronvale             |
| Edinburgh University   | 0 – 7     | Inverness Thistle       |
| Eyemouth Utd           | 5 – 1     | Brora Rangers           |
| Forres Mechanics       | 3 – 2     | Glasgow University      |
| Fraserburgh            | 3 – 1     | Aberdeen University     |
| Gala Fairydean         | 2 – 1     | Peterhead               |
| Huntly                 | 4 – 2     | Civil Service Strollers |
| Lossiemouth            | 7 – 0     | Wick Academy            |
| Murrayfield Amateurs   | 2 – 2     | Shawfield Amateur       |
| Nairn County           | 1 – 4     | Inverness               |
| Newton Stewart         | 3 – 5     | Peebles Rovers          |
| Ross County            | 4 – 2     | Coldstream              |
| St. Cuthbert Wanderers | 3 – 1     | Vale of Leithen         |
| Selkirk                | 3 – 2     | Burntisland Shipyard    |
| Tarff Rovers           | 2 – 2     | Girvan Amateurs         |
| Whithorn               | 4 – 1     | Vale of Leithen         |
| Wigtown                | 0 – 7     | Keith                   |

#### Replay
Gare disputate il 17 settembre 1955.
| Squadra 1         | Risultato | Squadra 2            |
| ----------------- | --------- | -------------------- |
| Whithorn          | 7 – 0     | Vale of Leithen      |
| Girvan Amateurs   | 0 – 1     | Tarff Rovers         |
| Shawfield Amateur | 2 – 1     | Murrayfield Amateurs |

### Secondo turno
Gare disputate il 24 settembre e il 1º ottobre 1955; parteciparono a questo turno le formazioni uscite vincitrici dal turno precedente.
| Squadra 1         | Risultato | Squadra 2              |
| ----------------- | --------- | ---------------------- |
| 24 settembre 1955 |           |                        |
| Clachnacuddin     | 3 – 0     | St. Cuthbert Wanderers |
| Inverness Thistle | 5 – 2     | Buckie Thistle         |
| Keith             | 2 – 0     | Elgin City             |
| Lossiemouth       | 3 – 1     | Duns                   |
| Huntly            | 2 – 4     | Forres Mechanics       |
| Fraserburgh       | bye       | -                      |
| Inverness         | bye       | -                      |
| Ross County       | 3 – 2     | Tarff Rovers           |
| Gala Fairydean    | 6 – 2     | Shawfield Amateur      |
| Whithorn          | 2 – 3     | Selkirk                |
| 1º ottobre 1955   |           |                        |
| Peebles Rovers    | 4 – 3     | Eyemouth Utd           |

### Terzo turno
Le partite furono giocate l'8 ottobre 1955; al turno presero parte, oltre alle 11 qualificate del turno precedente, anche 5 squadre provenienti dalla Scottish Division Two 1955-1956.
| Squadra 1         | Risultato | Squadra 2          |
| ----------------- | --------- | ------------------ |
| Berwick Rangers   | 3 – 0     | Fraserburgh        |
| Dumbarton         | 5 – 3     | Inverness          |
| Forres Mechanics  | 2 – 4     | Clachnacuddin      |
| Gala Fairydean    | 4 – 5     | Montrose           |
| Inverness Thistle | 1 – 1     | Peebles Rovers     |
| Keith             | 2 – 4     | East Stirlingshire |
| Lossiemouth       | 1 – 0     | Selkirk            |
| Ross County       | 2 – 3     | Stranraer          |

#### Replay
La partita si giocò il 15 ottobre 1955.
| Squadra 1      | Risultato | Squadra 2         |
| -------------- | --------- | ----------------- |
| Peebles Rovers | 2 – 1     | Inverness Thistle |

### Quarto turno
Le partite furono giocate il 22 ottobre 1955; al turno presero parte, oltre alle 8 qualificate del turno precedente, anche 8 squadre provenienti dalla Scottish Division Two 1955-1956.
| Squadra 1          | Risultato | Squadra 2      |
| ------------------ | --------- | -------------- |
| Berwick Rangers    | 5 – 1     | Lossiemouth    |
| Albion Rovers      | 1 – 1     | Alloa Athletic |
| Brechin City       | 1 – 1     | Peebles Rovers |
| Cowdenbeath        | 6 – 0     | Montrose       |
| Dundee Utd         | 4 – 1     | Dumbarton      |
| East Stirlingshire | 0 – 2     | Arbroath       |
| Forfar Athletic    | 5 – 2     | Stranraer      |
| Morton             | 5 – 2     | Clachnacuddin  |

#### Replay
Gare disputate il 29 ottobre 1955.
| Squadra 1      | Risultato   | Squadra 2     |
| -------------- | ----------- | ------------- |
| Alloa Athletic | 4 – 0       | Albion Rovers |
| Peebles Rovers | 4 – 4 (dts) | Brechin City  |

#### Secondo replay
Gara disputata il 2 novembre 1955.
| Squadra 1      | Risultato   | Squadra 2    |
| -------------- | ----------- | ------------ |
| Peebles Rovers | 0 – 0 (dts) | Brechin City |

#### Terzo replay
Gara disputata il 16 novembre 1955.
| Squadra 1    | Risultato | Squadra 2      |
| ------------ | --------- | -------------- |
| Brechin City | 6 – 2     | Peebles Rovers |

### Quinto turno
Le partite furono giocate il 4 e l'8 febbraio 1956; al turno presero parte, oltre alle 8 qualificate del turno precedente, anche le rimanenti 6 squadre provenienti dalla Scottish Division Two 1955-1956, nonché tutte le 18 squadre della Scottish Division One 1955-1956.
| Squadra 1          | Risultato | Squadra 2           |
| ------------------ | --------- | ------------------- |
| 4 febbraio 1956    |           |                     |
| Airdrieonians      | 7 – 1     | Hamilton Academical |
| Ayr Utd            | 5 – 2     | Berwick Rangers     |
| Brechin City       | 1 – 1     | Arbroath            |
| Dundee Utd         | 2 – 2     | Dundee              |
| Falkirk            | 0 – 3     | Kilmarnock          |
| Hearts             | 3 – 0     | Forfar Athletic     |
| Morton             | 0 – 2     | Celtic              |
| Partick Thistle    | 2 – 0     | Alloa Athletic      |
| Queen of the South | 3 – 1     | Cowdenbeath         |
| Rangers            | 2 – 1     | Aberdeen            |
| Stirling Albion    | 2 – 1     | St. Johnstone       |
| St. Mirren         | 6 – 0     | Third Lanark        |
| 8 febbraio 1956    |           |                     |
| Clyde              | 5 – 0     | Dunfermline         |
| East Fife          | 1 – 3     | Stenhousemuir       |
| Hibernian          | 1 – 1     | Raith Rovers        |
| Motherwell         | 0 – 2     | Queen's Park        |

#### Replay
Gare disputate l'8 e il 13 febbraio 1956.
| Squadra 1        | Risultato | Squadra 2    |
| ---------------- | --------- | ------------ |
| 8 febbraio 1956  |           |              |
| Arbroath         | 2 – 3     | Brechin City |
| Dundee           | 3 – 0     | Dundee Utd   |
| 13 febbraio 1956 |           |              |
| Raith Rovers     | 3 – 1     | Hibernian    |

### Ottavi di finale
Le partite furono giocate il 18 febbraio 1956.
| Squadra 1       | Risultato | Squadra 2          |
| --------------- | --------- | ------------------ |
| Airdrieonians   | 4 – 4     | St. Mirren         |
| Ayr Utd         | 0 – 3     | Celtic             |
| Dundee          | 0 – 1     | Rangers            |
| Hearts          | 5 – 0     | Stirling Albion    |
| Kilmarnock      | 2 – 2     | Queen of the South |
| Partick Thistle | 3 – 1     | Brechin City       |
| Raith Rovers    | 2 – 2     | Queen's Park       |
| Stenhousemuir   | 0 – 1     | Clyde              |

#### Replay
Gare disputate il 22 febbraio 1956.
| Squadra 1          | Risultato   | Squadra 2     |
| ------------------ | ----------- | ------------- |
| Queen of the South | 2 – 0       | Kilmarnock    |
| Queen's Park       | 1 – 2 (dts) | Raith Rovers  |
| St. Mirren         | 1 – 3       | Airdrieonians |

### Quarti di finale
Le partite furono giocate il 3 marzo 1956.
| Squadra 1          | Risultato | Squadra 2       |
| ------------------ | --------- | --------------- |
| Celtic             | 2 – 1     | Airdrieonians   |
| Hearts             | 4 – 0     | Rangers         |
| Queen of the South | 2 – 4     | Clyde           |
| Raith Rovers       | 2 – 1     | Partick Thistle |

### Semifinali di finale
Le partite furono giocate il 24 marzo 1956.
| Squadra 1 | Risultato | Squadra 2    |
| --------- | --------- | ------------ |
| Celtic    | 2 – 1     | Clyde        |
| Hearts    | 0 – 0     | Raith Rovers |

#### Replay
Gara giocata il 28 marzo 1956.
| Squadra 1 | Risultato | Squadra 2    |
| --------- | --------- | ------------ |
| Hearts    | 3 – 0     | Raith Rovers |

### Finale
| Glasgow 21 aprile 1956                                                    | Hearts    | 3 – 1 referto | Celtic | Easter Road (132 840 spett.) |
| \| \| \| \| \| Crawford 20’, 48’ Conn 80’ \| Marcatori \| 55’ Haughney \| |           |               |        |                              |
|                                                                           |           |               |        |                              |
| Crawford 20’, 48’ Conn 80’                                                | Marcatori | 55’ Haughney  |        |                              |